# Državna cesta D36
D36 je državna cesta u Hrvatskoj. Ukupna duljina iznosi 107,8 km.